# Virginie Courtier-Orgogozo
Virginie Courtier-Orgogozo est une chercheuse française. Elle est directrice de recherche au CNRS et responsable de l'équipe « Évolution et Génétique » à l'Institut Jacques-Monod. En 2022-2023, elle occupe la chaire « Biodiversité et écosystèmes » du Collège de France. Ses recherches portent sur les mécanismes de l'évolution, la génétique et le forçage génétique,. 

## Récompenses et distinctions
- Médaille de bronze du CNRS (2014)[5],[6]
- Prix Irène-Joliot-Curie de la jeune femme scientifique de l'année 2014 pour ses travaux d’analyse sur les mutations responsables de changements apparus au cours de l'évolution de plusieurs espèces de mouches drosophiles[7]
- Prix Lacassagne, Collège de France (2018)[8],[9]

## Décoration
- Officier de l'ordre national du Mérite (promotion le 15 mai 2025)[10].
  - nommée chevalière le 15 mai 2025[11], faite officère le 9 décembre 2019[10].